# خافيير إريتيير
خافيير إريتيير (بالإسبانية: Javier Iritier)‏ (20 ديسمبر 1994 بغريغوريو دي لافيريري في الأرجنتين - ) هو لاعب كرة قدم أرجنتيني في مركز الوسط. لعب مع تيغري.

## روابط خارجية
- خافيير إريتيير على موقع قاعدة بيانات كرة القدم.إي يو (الإنجليزية)
- خافيير إريتيير على موقع Soccerway.com (الإنجليزية)